# Максутов, Василий Николаевич
Князь Василий Николаевич Максутов (1826—1886) — русский художник-баталист.

## Биография
Князь по происхождению и отставной штабс-капитан Измайловского лейб-гвардии полка. Вольноприходящий ученик Императорской Академии художеств. Хорошее знакомство с военным бытом, знание военного дела и далее принесли художнику успехи в батальной тематике. В течение учёбы получал награды Академии художеств: малую серебряную медаль (1850) за картины «Лагерь в поле с военными фигурами» и «Уланы на стоянке», большую серебряную медаль (1851) за работу «Солдат в походе», малую золотую медаль (1852) за работу «Смерть генерал-майора Слепцова», и наконец большую золотую медаль и звание классного художника (1853) за батальное полотно «Атака Мусульманского полка в сражении при Дебречине».
В 1855 году Василий Николаевич отправляется в отложенную пенсионерскую поездку за рубеж. Творческая линия живописца была определена на все последующие годы.
В Государственном Русском музее хранится пейзаж Максутова «На пашне» (1882), а также совместная с А. Ф. Чернышевым и А. П. Боголюбовым работа «Мастерская художника князя В. Н. Максутова» (1858). В Государственном музее А. С. Пушкина находится его работа «Интерьер кабинета» (1847).

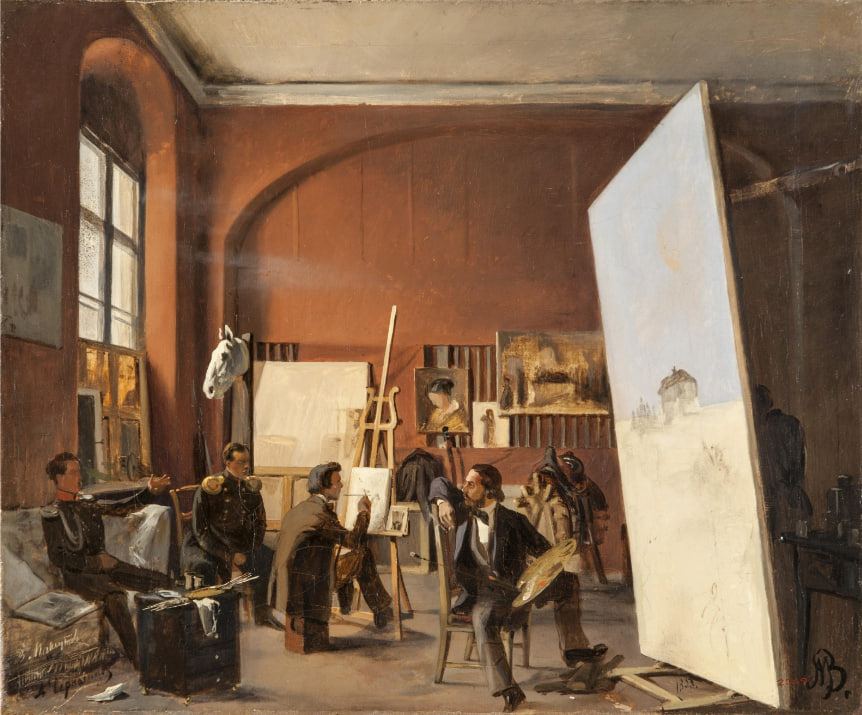
Мастерская художника князя В. Н. Максутова (1858)

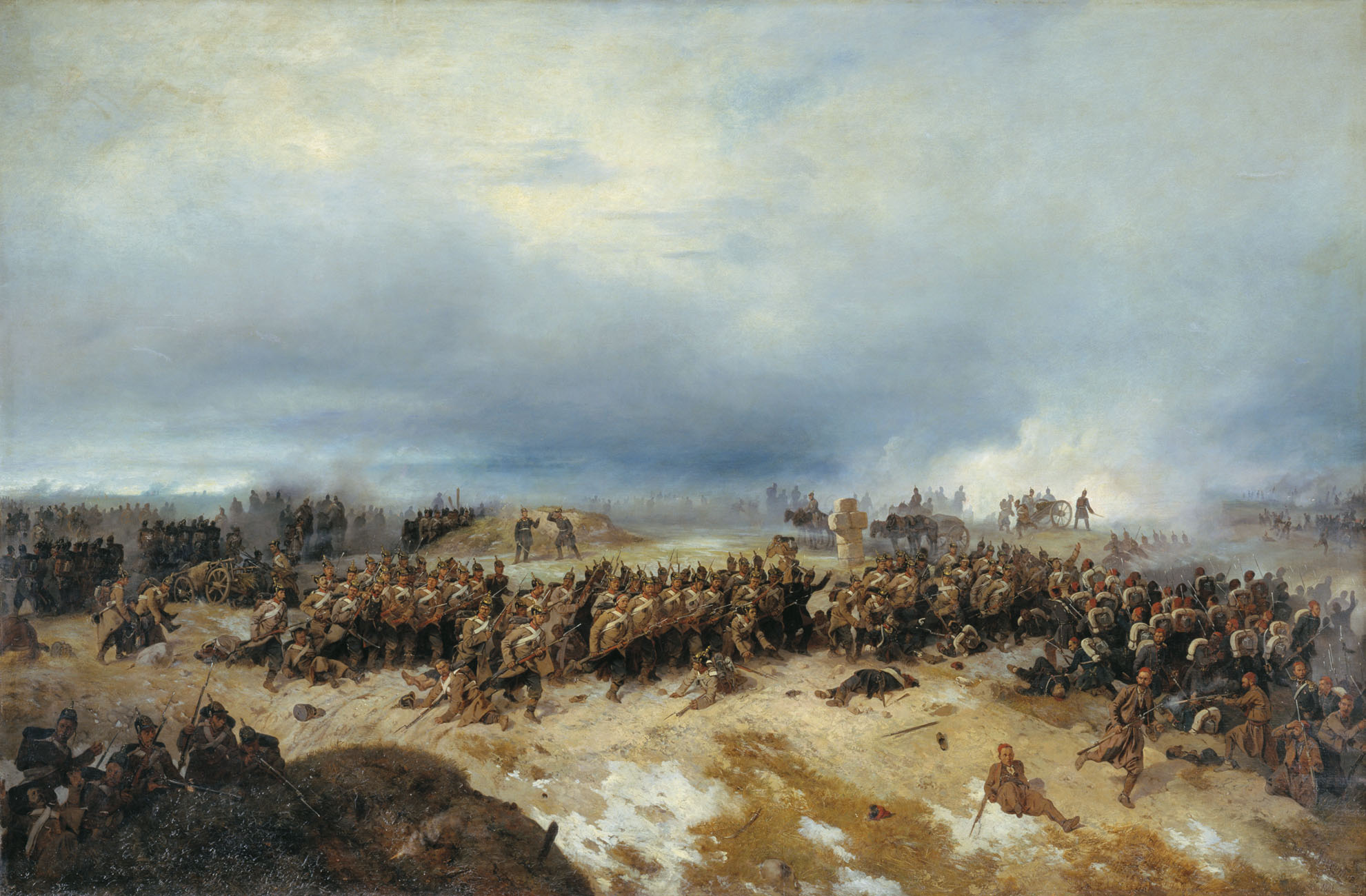
Сражение у Четати 25 декабря 1853 года (1861)
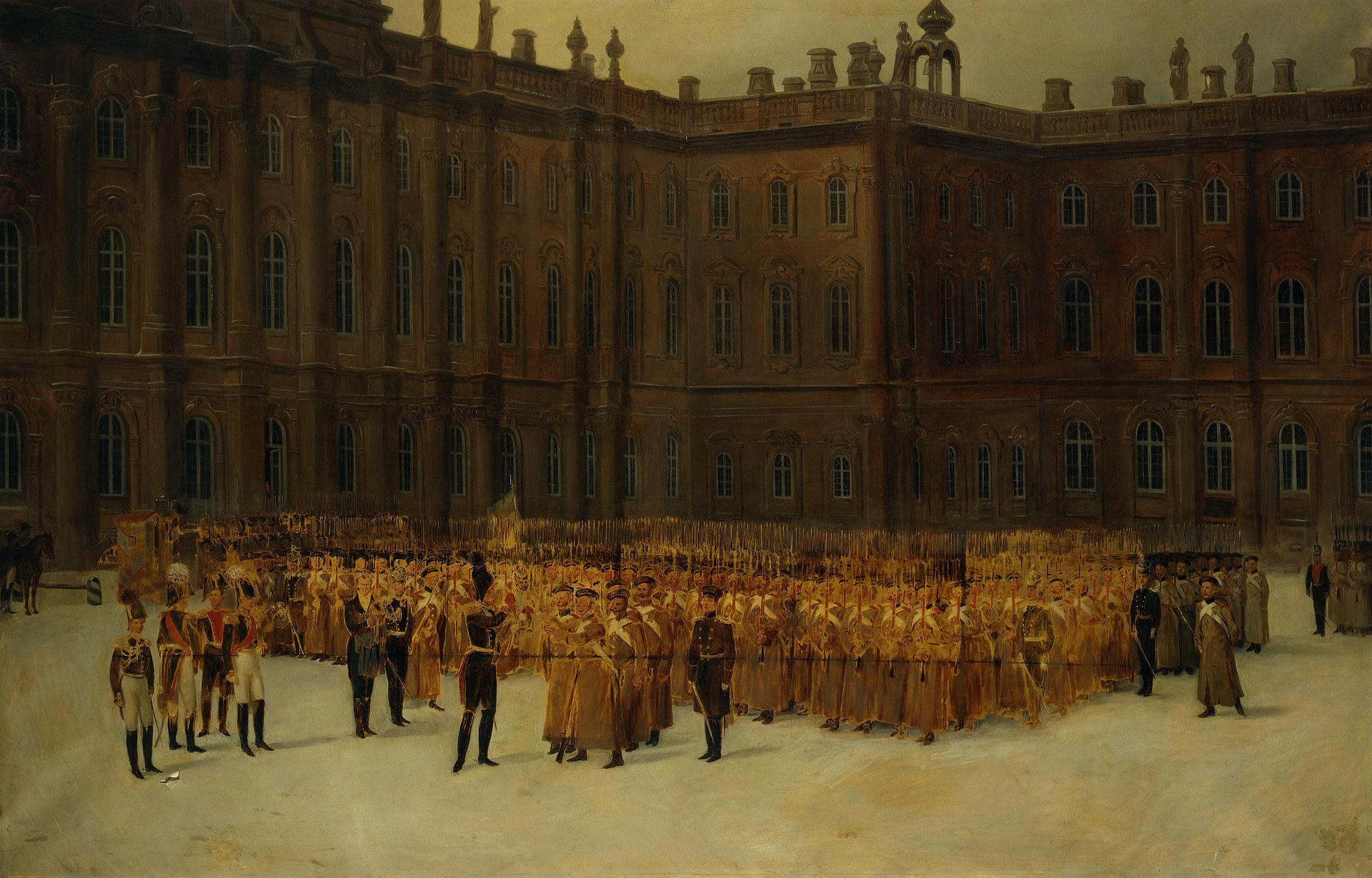
Николай I перед строем лейб-гвардии Саперного батальона во дворе Зимнего дворца 14 декабря 1825 года (1861)
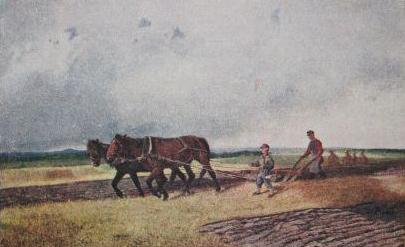
На пашне (1882)